# Lijst van Veenendalers
Deze lijst van Veenendalers betreft bekende personen die in de Nederlandse plaats Veenendaal zijn geboren, hebben gewoond, of wonen en waarvan een artikel op Wikipedia staat.

## A
- Antonio Aguilar Aguilera (1980), voetballer
- Esther Akihary (1987), atlete
- Oussama El Azzouzi (2001), voetballer
- Anouar El Azzouzi (2001), voetballer

## B
- Bram van de Beek (1946), theoloog
- Sandra Beckerman (1983), Tweede Kamerlid voor de SP
- Gert van den Berg (1935), oud-burgemeester, bestuurder Nederlandse Patiënten Vereniging & Eerste Kamerlid voor de SGP
- Marco van den Berg (1965), basketballer
- Rein Bijkerk (Arnhem, 1954), schrijver, militair historicus en oud-politicus
- Wim Bleijenberg (1930-2016), voetballer
- Roelof Bisschop (1956), schooldirecteur en SGP-politicus (oud-gemeenteraadslid van Veenendaal, Statenlid en nu lid Tweede Kamer)
- Stef Bos (1961), muzikant
- Dylan van Baarle (1992), wielrenner
- Martijn Budding (1995), wielrenner

## D
- Arend van Dam (1953), auteur van literatuur voor kinderen. Woonde lang in Veenendaal. Nu in Breda.
- Ton Diepeveen (1957), PVV-politicus

## E
- Kees van Ekris (1972), predikant en theoloog
- Jaap Engelaan (1905-1944), verzetsstrijder, gefusilleerd in de Tweede Wereldoorlog

## G
- Jan Gaasbeek (1962), voetballer
- Jurre Geluk (1992), tv-programmamaker en  -presentator
- Erris van Ginkel (1971), theatermaker, regisseur en scenarioschrijver
- Gerrit Goedhart (1955), politicus
- Sibylle van Griethuysen (1621-1699), dichteres

## H
- Evert ten Ham (1961), radiomaker en producent
- Joran Hardeman (2002), voetballer
- Philippus Jacobus Hoedemaker (1839-1910), theoloog
- Jannetje Hootsen (1860-1919), sekteleider
- Lennard Hofstede (Poeldijk, 1994), wielrenner

## J
- DJ Jean (1968), deejay
- Marco de Jong (1971), voetballer

## K
- Klaas van Kruistum (1976), deejay en presentator
- Wilco Kelderman (1991), wielrenner
- Hebe Kohlbrugge (1914-2016), theologe en gedecoreerd verzetsstrijdster
- Aron de Koning, voetballer

## L
- Yuri Landman (1973), striptekenaar, muzikant en experimenteel snaarinstrumentontwerper

## M
- Frans Mallan (1925-2010), theoloog
- Henk van Manen ('Woelrat'), modeontwerper, van 1969 tot 1974 de tweede partner van de Nederlandse schrijver Gerard Reve. Woonde met Reve en Willem Bruno van Albada ('Teigetje') in Veenendaal.
- Ralph van Manen (1964), muzikant
- Joram Metekohy (1983), hardstyle-dj

## N
- Noisecontrollers (Bas Oskam en ex-lid Arjan Terpstra), hardstyle-dj's
- Martijn van Nellestijn (1978), filmregisseur, acteur en producent

## O
- Bram van Ojik (1954), GroenLinks-politicus

## P
- Stefan Paas (1969), hoogleraar; Theoloog des vaderlands 2018
- J.F. van der Poel (1937), (kinderboeken)schrijver
- Barber van de Pol (1944), schrijfster, essayiste en vertaalster

## R
- Willem Rebergen (1985), hardstyle-deejay
- Gerard Reve (1923-2006), schrijver en dichter (woonde van mei 1971 tot voorjaar 1972 in Veenendaal)[1]
- Nicky Romero (1989), dj
- Jan-Willem Roodbeen (1977), radio-dj en radiopresentator (Radio 2)

## S
- Peter Schalk (1961), bestuurder RMU en Eerste Kamerlid SGP
- Ad van Schuppen (1908-1961), sigarenfabrikant en verzetsstrijder
- Ronald Spelbos (1954), voetballer en voetbaltrainer (o.a. Ajax, DOVO, Club Brugge, Nederlands Elftal)
- Jaap Spruijt (1921-2017), verzetsstrijder
- Martine Stiemer (1973), softbalster
- Kees Stip (1913-2001), dichter

## T
- Gerald Troost (1978), artiest

## V
- Rik Valkenburg (1923-1994), schrijver

## W
- Anton Weeren (1976), componist, dirigent en trompettist
- Gerrit van de Weerthof (1938-2025), voetballer
- Gert van de Weerd (1946), publicist, theoloog en spreker
- Frits Wester (1962), journalist
- Jeroen Wielaert (1956), journalist en auteur
- Daryl van Wouw (1977), modeontwerper

## Z
- Botic van de Zandschulp (1995), tennisser

Alkmaar · 
Almelo ·
Almere · 
Alphen-Chaam · 
Alphen aan den Rijn ·
Amersfoort · 
Amstelveen · 
Amsterdam · 
Apeldoorn · 
Arnhem · 
Assen ·
Baarn · 
Bergen op Zoom · 
Bilthoven · 
Bolsward · 
Boxtel · 
Breda · 
Bredevoort · 
Brunssum · 
Bussum · 
Delft ·
Den Haag ·
Den Helder · 
Deurne · 
Deventer · 
Doetinchem ·
Dokkum · 
Dordrecht · 
Drachten · 
Ede · 
Eindhoven · 
Emmen · 
Enschede · 
Franeker · 
Geleen · 
Gouda · 
Groenlo ·
Groningen · 
Haarlem · 
Harlingen ·  
Heemstede · 
Heerenveen · 
Heerlen · 
Helmond · 
Hengelo · 
's-Hertogenbosch · 
Hilversum · 
Hoogeveen · 
Hoorn · 
Horst ·
Kampen · 
Kerkrade · 
Leerdam · 
Leeuwarden · 
Leiden · 
Lelystad · 
Maastricht · 
Meppel ·  
Middelburg  ·
Nijkerk · 
Nijmegen · 
Oldenzaal · 
Ommen · 
Oss · 
Rijswijk (Zuid-Holland) · 
Roosendaal · 
Rotterdam · 
Schiedam · 
Sittard · 
Sittard-Geleen · 
Sneek · 
Soest · 
Stadskanaal · 
Tegelen · 
Tiel · 
Tilburg · 
Urk · 
Utrecht · 
Veenendaal · 
Veghel · 
Venlo · 
Venray · 
Vlaardingen · 
Vlissingen · 
Wageningen · 
Warnsveld · 
Weert · 
Winschoten · 
Woerden · 
Zeist · 
Zierikzee · 
Zoetermeer · 
Zutphen · 
Zwolle